# مات بال (مدافع عن حقوق الحيوان)
مات بال (بالإنجليزية: Matt Ball)‏ هو مدافع عن حقوق الحيوان ‏ أمريكي، ولد في 2 يناير 1968 في توليدو في الولايات المتحدة.